# Gigliola
Gigliola  è un nome proprio di persona italiano femminile.

## Varianti
- Maschili: Gigliolo[1]

## Origine e diffusione
Anche se spesso viene fatto derivare dal nome del giglio, con significato augurale o affettivo, questa correlazione è dovuta all'etimologia popolare, e l'origine di Gigliola va ricercata invece nel desueto nome italiano Giglio o Gilio, che è un adattamento del francese Gilles (cioè Egidio).
Questo nome, già utilizzato da D'Annunzio nella sua tragedia Fiaccola sotto il moggio, ricevette nuovo slancio dal 1964, quando la cantante Gigliola Cinquetti ebbe successo con la canzone Non ho l'età (per amarti).

## Onomastico
Essendo un nome adespota, ossia privo di santa patrona, l'onomastico può essere festeggiato il 1º novembre, ricorrenza di Ognissanti, oppure, eventualmente, lo stesso giorno del nome Egidio da cui deriva, cioè generalmente il 1º settembre.

## Persone

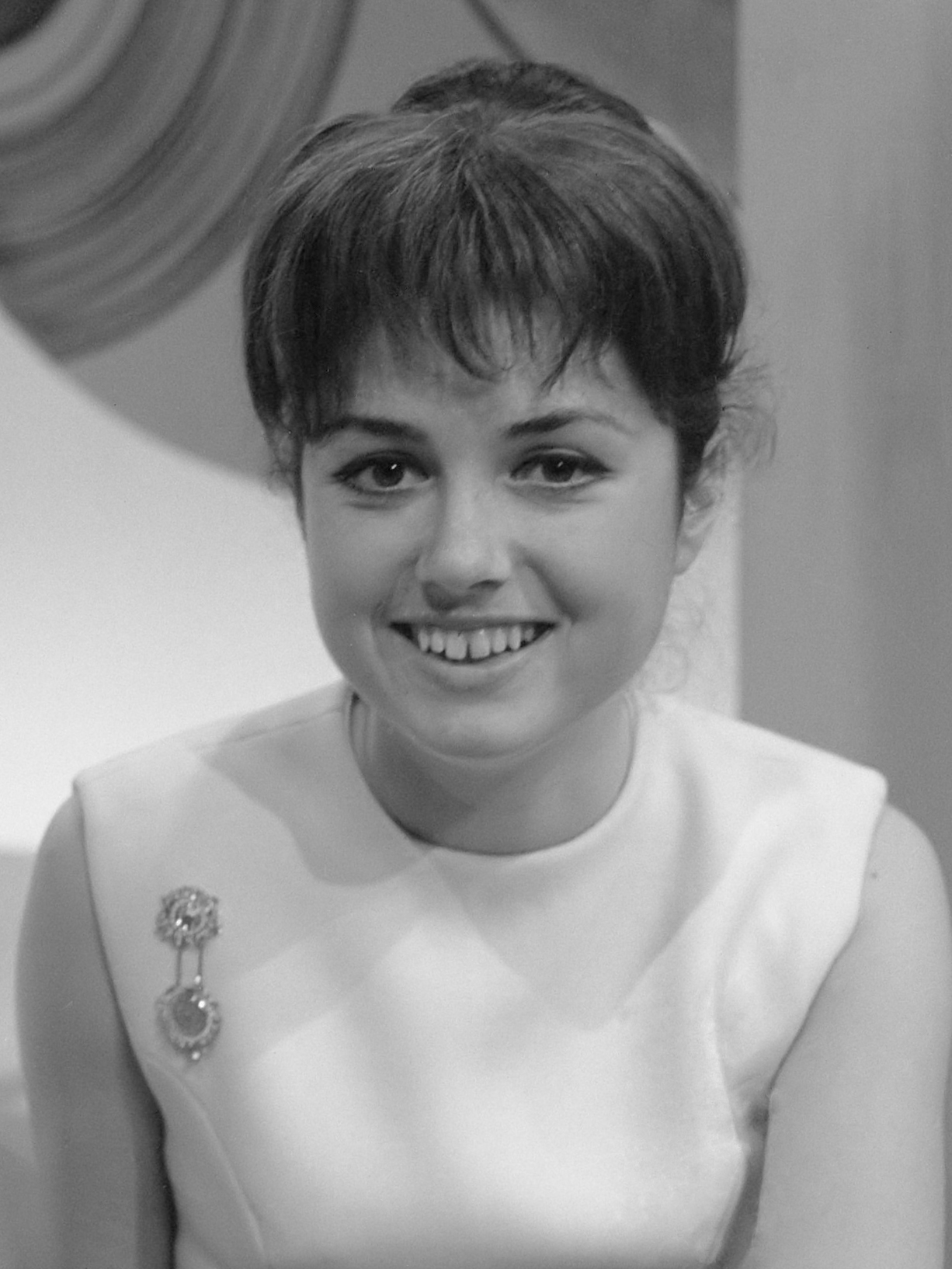
Gigliola Cinquetti

- Gigliola da Carrara, marchesa di Ferrara
- Gigliola Aragozzini, attrice e showgirl italiana
- Gigliola Braga, biologa e scrittrice italiana
- Gigliola Cinquetti, cantante, attrice e conduttrice televisiva italiana
- Gigliola Frazzoni, soprano italiano
- Gigliola Gonzaga, nobile italiana

## Il nome nelle arti
- Gigliola è un personaggio del romanzo autobiografico di Guido Martina Tramonto ad est.
- Gigliola Di Sangro è un personaggio della tragedia di Gabriele D'Annunzio La fiaccola sotto il moggio.
- Gigliola Fortezza è la moglie del protagonista Guglielmo Speranza nella commedia Gli esami non finiscono mai di Eduardo De Filippo.